# Stazione di Recale
La stazione di Recale è una fermata ferroviaria posta sulla linea Napoli-Foggia. Serve il centro abitato di Recale.

## Storia
Originariamente la stazione era situata presso una vicina casa cantoniera. Dagli anni 1990, è una fermata impresenziata.

## Strutture e impianti
La stazione dispone di 2 binari passanti, muniti di marciapiede e collegati da un sottopassaggio per il servizio viaggiatori, oltre ad un piccolo fabbricato viaggiatori chiuso. È munita di parcheggio all'esterno della stazione.

## Movimento
La stazione è servita da treni regionali di Trenitalia delle relazioni Napoli-Caserta e Napoli-Benevento, entrambe via Aversa.
Nel 2007, il traffico viaggiatori giornaliero medio era di 233 unità.

## Servizi
- Sottopassaggio[1]